# Salustiano Sánchez
Salustiano Sánchez Blazquez (El Tejado, 8 giugno 1901 – Grand Island, 13 settembre 2013) è stato un supercentenario spagnolo naturalizzato statunitense che detenne il titolo di decano maschile dell'umanità dall'11 giugno 2013, con la morte del giapponese Jirōemon Kimura, fino al suo stesso decesso, avvenuto tre mesi dopo.

## Biografia
Nato a El Tejado, in Spagna, nel 1901 (anche se dichiarava di essere nato nel 1902), Sánchez emigrò a Cuba all'età di 17 anni, dove lavorò in una fattoria; successivamente, nel 1920, si trasferì negli Stati Uniti, dove lavorò come minatore in una miniera di carbone e dove risiedette fino alla morte. Nel 1934 sposò Pearl Emilie Chiasera, dalla quale ebbe un figlio, John e una figlia, Irene; Sánchez visse con i suoi figli dal 1988, anno della morte della moglie, al 2007, quando si trasferì in una casa di riposo a Grand Island, nello Stato di New York, dove visse fino all'età di 112 anni e 97 giorni. Al momento della sua morte, Salustiano Sánchez aveva sette nipoti, 15 bisnipoti e 5 trisnipoti.

### Primati di longevità
Sánchez divenne la persona di sesso maschile più longeva vivente negli Stati Uniti il 25 luglio 2012, alla morte di Shelby Harris; esattamente un anno dopo, il 25 luglio 2013, fu ufficialmente riconosciuto dal Guinness dei primati come l'uomo vivente più longevo al mondo, a seguito della morte del 116enne giapponese Jirōemon Kimura (il quale risulta tuttora l'uomo più longevo della storia la cui età sia stata verificata). Kimura era deceduto alle 2:08 del mattino del 12 giugno 2013; nello Stato di New York era l'1:08 del pomeriggio dell'11 giugno. Prima che la data di nascita di Sánchez venisse verificata, si riteneva che i successori maschili al titolo di decano dell'umanità fossero stati prima il californiano di origini canadesi James McCoubrey, morto il 5 luglio 2013 di polmonite, il giapponese Jokichi Ikarashi, morto anch'egli di polmonite il 23 luglio dello stesso anno e l'italiano Arturo Licata (quest'ultimo divenne comunque decano maschile dell'umanità nel 2014, per un breve periodo). Alla morte di Sánchez, la persona di sesso maschile vivente più longeva al mondo divenne un altro statunitense, Ernest Peronneau.